# Panagar
Panagar là một thành phố và khu đô thị của quận Jabalpur thuộc bang Madhya Pradesh, Ấn Độ.

## Địa lý
Panagar có vị trí 23°18′B 79°59′Đ / 23,3°B 79,98°Đ Nó có độ cao trung bình là 377 mét (1236 feet).

## Nhân khẩu
Theo điều tra dân số năm 2001 của Ấn Độ, Panagar có dân số 25.143 người. Phái nam chiếm 52% tổng số dân và phái nữ chiếm 48%. Panagar có tỷ lệ 68% biết đọc biết viết, cao hơn tỷ lệ trung bình toàn quốc là 59,5%: tỷ lệ cho phái nam là 75%, và tỷ lệ cho phái nữ là 60%. Tại Panagar, 14% dân số nhỏ hơn 6 tuổi.